# Achtung-Panzer!
Achtung-Panzer! es el título de un libro escrito en 1938 por el generaloberst alemán Heinz Guderian, en el que se analizan las consecuencias que la aparición de los tanques deben acarrear tanto en la composición de los nuevos ejércitos como en las estrategias de combate. Las ideas expuestas en este libro sentarán las bases de la Blitzkrieg o «guerra relámpago» con la que el ejército alemán obtendrá enormes y sorprendentes éxitos militares en las primeras fases de la Segunda Guerra Mundial.

## Influencias
Las ideas expuestas en el libro no son completamente originales, sino más bien una síntesis de las reflexiones convergentes de distintos militares de otros países, concretamente de John Fuller y Basil Liddell Hart en Gran Bretaña, y Mijaíl Tujachevski en la Unión Soviética. También existen precedentes en los escritos de Charles de Gaulle, en Francia, cuyo libro El ejército del futuro fue traducido al alemán por el propio Guderian. La relevancia del libro, no obstante, radica en que fue la Alemania de Hitler la primera potencia que realmente llevó a la práctica dichas teorías de forma consecuente y a gran escala.
Cabe reseñar que existe un precedente de puesta en práctica de estas tácticas de ataque en profundidad mediante divisiones de blindados anterior a la alemana. Se trata de la Batalla de Jaljin Gol, entre el ejército soviético, bajo la dirección de Gueorgui Zhúkov, y el Ejército de Kwantung japonés. Sin embargo, este hecho quedó oscurecido, al coincidir el final de dicha batalla (31 de agosto de 1939) con el inicio de la invasión alemana de Polonia justo al día siguiente, y por tanto, con el inicio de la Segunda Guerra Mundial. Por otra parte, la Gran Purga de Stalin eliminó a buena parte de la cúpula militar soviética de la época, incluyendo al propio Tujachevski, por lo que estas ideas de combate moderno quedarían postergadas en el lado soviético hasta mediados de la guerra, impulsadas de nuevo por Zhúkov.

## Postulados de Guderian

### Ejército motorizado
La primera parte del libro repasa la aparición y evolución de los primeros vehículos blindados durante la Primera Guerra Mundial, centrándose fundamentalmente en las tácticas operacionales empleadas en las distintas batallas. De este análisis, Guderian llega a la conclusión de que la mejor manera de romper la línea del frente y acabar con las costosísimas guerras de desgaste consiste en añadir profundidad a los ataques. Para ello es necesaria la velocidad y concentración de fuerzas, beneficiándose en lo posible del factor sorpresa. Para conseguir esta velocidad es necesario desligar los blindados de infantería, cuya limitada velocidad impide a los carros de combate profundizar en la retaguardia del frente enemigo. Sin embargo, la sola presencia de tanques también se muestra inefectiva, debido a su incapacidad para consolidar el terreno conquistado. Por este motivo, Guderian apuesta por la creación de una infantería motorizada, suficientemente ágil como para poder seguir a los tanques, así como por el desarrollo de ágiles modos de comunicación entre las tropas del frente, para poder coordinar de forma eficiente el ataque.

### Defensa
En el libro se habla de la importancia del terreno para el éxito de las operaciones con tanques, siendo el más propicio el terreno llano y ondulado. La infantería deberá aprovechar obstáculos en forma de agua, bosques o terrenos abruptos para establecer las líneas de defensa, y deberá desarrollar armas anticarro para la infantería, de manera que ésta pueda frenar el ataque directo de los blindados en terreno abierto. También se podrá dificultar el avance de los blindados mediante el empleo de obstáculos de acero u hormigón, creación de zanjas, y terrenos minados.

### Ataque
El ataque debe realizarse con suficientes efectivos, de tal manera que los defensores no puedan concentrar el fuego sobre unos pocos tanques. También debe buscarse la sorpresa y aprovechar la climatología propicia (puestas de sol en ataques hacia el este, o amaneceres cuando el ataque sea hacia el oeste, brumas matinales, etc.).
También deberá ser un frente de ataque suficientemente ancho, para evitar que el enemigo pueda flanquear desde los laterales al ataque principal. El ataque debe alcanzar las líneas de reserva de la retaguardia, para impedir los refuerzos o un contraataque que permita al enemigo recuperar el terreno ganado, y finalmente la infantería motorizada debe consolidar el nuevo territorio, limpiando las trincheras y núcleos de resistencia, y posicionando la artillería correctamente.
Para conseguir estos objetivos, las tropas de blindados deben especializarse, creando divisiones de tanques pesados, medianos y ligeros, según su rol en el ataque.
Quizás uno de los puntos más característicos del libro sea la apuesta por el concepto de unidades de reconocimiento, cuya misión consiste en mantener el contacto permanente con las posiciones enemigas, e incluso entrar en combate con sus avanzadillas cuando la ocasión sea propicia.
También augura un papel muy destacado a la aviación, tanto por su valor en el reconocimiento de posiciones y actividades del enemigo, como por su capacidad de hostigamiento.
En cuanto a la infantería, aboga por la sustitución completa de la caballería en favor de camiones o motocicletas.